# Divizia Națională 2018
La Divizia Națională 2018 fue la edición número 28 de la Divizia Națională. La temporada empezó el 1 de abril de 2018 y terminó el 24 de  noviembre de 2018.
El Sheriff Tiraspol conquistó su 17° título, cuarto consecutivo

## Sistema de competición
Los 8 equipos se enfrentaron bajo el sistema de todos contra todos en cuatro ocasiones. Al final de la temporada, el equipo que con la mayor cantidad de puntos fue campeón, y obtuvo la clasificación a la segunda ronda previa de la Liga de Campeones de la UEFA 2019-20. Los equipos ubicados en la segunda y tercera posición accedieron a la primera ronda previa de la Liga Europa de la UEFA 2019-20 junto con el campeón de la Copa de Moldavia. Por otro lado, el club que ocupó la última posición descendió a la Divizia A.

## Equipos participantes

### Equipos por región
| \| Región \| N.º \| Equipos \| \| ------------ \| --- \| ---------------------------------- \| \| Transnistria \| 2 \| Dinamo Tiraspol y Sheriff Tiraspol \| \| Bălți \| 1 \| Zaria Bălți \| \| Chișinău \| 1 \| Zimbru Chișinău \| \| Hîncești \| 1 \| Petrocub Hîncești \| \| Ialoveni \| 1 \| Sfîntul Gheorghe \| \| Nisporeni \| 1 \| Speranța \| \| Orhei \| 1 \| Milsami Orhei \| |     |                                    |
| Región | N.º | Equipos                            |
| Transnistria | 2   | Dinamo Tiraspol y Sheriff Tiraspol |
| Bălți | 1   | Zaria Bălți                        |
| Chișinău | 1   | Zimbru Chișinău                    |
| Hîncești | 1   | Petrocub Hîncești                  |
| Ialoveni | 1   | Sfîntul Gheorghe                   |
| Nisporeni | 1   | Speranța                           |
| Orhei | 1   | Milsami Orhei                      |

| Equipo             | Ciudad    | Estadio                     | Capacidad |
| ------------------ | --------- | --------------------------- | --------- |
| Dinamo Tiraspol    | Tiráspol  | Estadio Dinamo-Auto         | 3.525     |
| Milsami Orhei      | Orhei     | Complejo Deportivo de Orhei | 2.539     |
| Petrocub Hîncești  | Hîncești  | Estadio Orășenesc           | 1.500     |
| Sfîntul Gheorghe   | Suruceni  | Estadio Suruceni            | 1.000     |
| Sheriff Tiraspol   | Tiráspol  | Estadio Sheriff             | 1.3460    |
| Speranța Nisporeni | Nisporeni | Complejo deportivo de Orhei | 2.539     |
| Zaria Bălți        | Bălți     | Estadio Orășenesc           | 5.953     |
| Zimbru Chișinău    | Chisináu  | Estadio Zimbru              | 10.600    |

### Ascensos y descensos
| Pos.    | Ascendidos de Divizia A 2017 |
| ------- | ---------------------------- |
| No hubo |                              |

| Pos. | Descendidos de División Nacional 2017 |
| ---- | ------------------------------------- |
| 4    | Dacia Chișinău                        |
| 10   | Spicul Chișcăreni                     |

## Tabla de posiciones
| Pos. | Equipo               | Pts. | PJ | G  | E  | P  | GF | GC | Dif. | Clasificación 2019–20                         |
| ---- | -------------------- | ---- | -- | -- | -- | -- | -- | -- | ---- | --------------------------------------------- |
| 1    | Sheriff Tiraspol (C) | 63   | 28 | 19 | 6  | 3  | 58 | 0  | +58  | Primera ronda de la Liga de Campeones 2019-20 |
| 2    | Milsami Orhei        | 45   | 28 | 13 | 6  | 9  | 36 | 24 | +12  | Primera ronda de la Liga Europa 2019-20       |
| 3    | Petrocub-Hîncești    | 45   | 28 | 12 | 9  | 7  | 38 | 28 | +10  | Primera ronda de la Liga Europa 2019-20       |
| 4    | Speranța Nisporeni   | 38   | 28 | 9  | 11 | 8  | 27 | 26 | +1   | Primera ronda de la Liga Europa 2019-20       |
| 5    | Zimbru Chișinău      | 36   | 28 | 9  | 9  | 10 | 28 | 37 | −9   |                                               |
| 6    | Dinamo-Auto          | 28   | 28 | 7  | 7  | 14 | 15 | 43 | −28  |                                               |
| 7    | Sfîntul Gheorghe     | 26   | 28 | 6  | 8  | 14 | 30 | 50 | −20  |                                               |
| 8    | Zaria Bălți          | 22   | 28 | 4  | 10 | 14 | 26 | 46 | −20  | Desciende a Divizia A 2019                    |

Actualizado a los partidos jugados el 24 de noviembre de 2019.
 Fuente: Soccerway

## Tabla de resultados cruzados
| Local \ Visitante  | DIN | MIL | PET | SFÎ | SHE | SPE | ZAR | ZIM |
| ------------------ | --- | --- | --- | --- | --- | --- | --- | --- |
| Dinamo-Auto        | —   | 0–2 | 2–2 | 0–0 | 0–5 | 1–2 | 0–0 | 1–3 |
| Milsami Orhei      | 4–0 | —   | 2–1 | 1–0 | 0–1 | 0–1 | 3–1 | 1–0 |
| Petrocub-Hîncești  | 0–3 | 1–2 | —   | 3–1 | 1–0 | 1–1 | 3–0 | 3–0 |
| Sfîntul Gheorghe   | 0–1 | 0–1 | 3–6 | —   | 2–2 | 2–2 | 1–0 | 1–0 |
| Sheriff Tiraspol   | 5–2 | 0–0 | 3–0 | 4–0 | —   | 3–0 | 5–1 | 3–1 |
| Speranța Nisporeni | 0–0 | 1–2 | 0–0 | 1–1 | 0–0 | —   | 0–0 | 1–1 |
| Zaria Bălți        | 1–1 | 2–2 | 1–2 | 1–1 | 0–1 | 2–1 | —   | 1–1 |
| Zimbru Chișinău    | 2–2 | 0–0 | 2–2 | 1–1 | 0–1 | 1–1 | 0–3 | —   |

| Local \ Visitante  | DIN | MIL | PET | SFÎ | SHE | SPE | ZAR | ZIM |
| ------------------ | --- | --- | --- | --- | --- | --- | --- | --- |
| Dinamo-Auto        | —   | 1–0 | 1–0 | 3–1 | 0–1 | 0–1 | 0–1 | 3–0 |
| Milsami Orhei      | 0–1 | —   | 1–2 | 3–0 | 0–2 | 0–1 | 3–0 | 1–1 |
| Petrocub-Hîncești  | 3–0 | 1–1 | —   | 0–0 | 1–0 | 1–0 | 1–1 | 0–1 |
| Sfîntul Gheorghe   | 5–2 | 0–2 | 1–0 | —   | 1–3 | 1–2 | 1–0 | 3–1 |
| Sheriff Tiraspol   | 2–0 | 1–1 | 0–0 | 4–1 | —   | 2–0 | 5–2 | 3–0 |
| Speranța Nisporeni | 1–0 | 1–0 | 1–2 | 4–1 | 0–0 | —   | 1–2 | 1–3 |
| Zaria Bălți        | 1–1 | 3–4 | 1–2 | 1–1 | 0–2 | 0–0 | —   | 0–1 |
| Zimbru Chișinău    | 1–0 | 2–0 | 0–0 | 2–1 | 1–0 | 0–3 | 3–1 | —   |

## Tabla de goleadores
Actualizado el 24 de noviembre de 2018.
| Rango | Jugador            | Club         | Goles |
| ----- | ------------------ | ------------ | ----- |
| 1     | Vladimir Ambros    | Petrocub     | 12    |
| 2     | Alhaji Kamara      | Sheriff      | 9     |
| 3     | Ziguy Badibanga    | Sheriff      | 8     |
| 3     | Gerson Rodrigues   | Sheriff      | 8     |
| 5     | Eugeniu Rebenja    | Dinamo-Auto  | 7     |
| 5     | Mihai Plătică      | Milsami      | 7     |
| 5     | Alexandru Antoniuc | Milsami      | 7     |
| 8     | Sergiu Istrati     | Sf. Gheorghe | 6     |
| 9     | Ion Nicolaescu     | Zimbru       | 5     |
| 9     | Aleksandr Butenko  | Milsami      | 5     |